# Dunlap, Kansas
Dunlap är en ort i Morris County i Kansas. Vid 2010 års folkräkning hade Dunlap 30 invånare.